# 신대호
신대호(申大昊, 1970년, 경상남도 합천군 ~ )은 대한민국의 공무원이다.

## 학력
- 진주천전국민학교 졸업
- 합천중학교 졸업
- 진주대아고등학교 졸업
- 성균관대학교 학사 졸업

## 경력
- 1997 제3회 지방행정고시(고등고시) 합격
- 1998 ~ 1999.05 창녕군 기획감사실 사무관
- 2000.06 ~ 2003 창녕군청 종합민원실장
- 2003 경상남도청 경제자유구역추진기획단
- 2004.03 ~ 2004.05 경상남도청 경제정책과
- 2004.05 ~ 2005.04 경상남도청 경제지원
- 2005.04 경상남도청 남해안시대 추진 기획단 총괄기획팀장
- 경상남도청 정책기획관실
- 경상남도청 행정과
- 2007.02 ~ 2009.01 경상남도청 기획담당
- 2009.01 ~ 2009.12 경상남도청 장기교육
- 2009.12 ~ 2010.12 경상남도청 국제통상과장
- 2010.12 ~ 2012.01 경상남도청 친환경에너지과장
- 2012.01 ~ 2013.01 경상남도청 경제기업정책과장
- 2013.01 ~ 2013.02 경상남도청 인사과장
- 2013.02 ~ 2013.12 경상남도청 비서실장
- 2013.12 ~ 2014.01 경상남도청 복지보건국장 직무대행
- 2014.01 ~ 2014.07 경상남도청 복지보건국장
- 2014.07 ~ 2014.09 경상남도청 문화관광체육국장
- 2014.09 ~ 2016.12 경상남도청 행정국장
- 2016.12 ~ 2017.12 제25대 경상남도 김해시 부시장
- 2019.01 ~ 2020.12 경상남도청 재난안전건설본부장
- 2020.12 ~ 2022.07 경상남도청 자치행정국 지방이사관
- 2022.07 ~ 2023.12 경상남도청 서부지역본부장
- 2023.12 ~ 경상남도청 균형발전본부장

## 가족관계
슬하 2남과 부인